# Karl Erik Steneberg
Karl Erik Steneberg, född den 21 maj 1903 i Malmö Sankt Petri församling, Skåne län, död 19 maj 1960 Malmö Sankt Petri församling, var en svensk konsthistoriker och professor.

## Biografi
Steneberg föddes som son till direktören Gustaf Florentin Stenberg och Serafia Antolia Johansson. Han tog studentexamen vid Malmö högre allmänna läroverket år 1921, började studera vid Lunds universitet år 1922 och bedrev utländska universitetsstudier under åren 1926–1929. Under år 1927 var han e.o. amanuens vid Lunds universitets konstmuseum, han var periodvis anställd vid Livrustkammaren åren 1936–1944 och var förste assistent vid Lunds universitets konstmuseum åren 1947–1949. Han var biträdande lärare i konsthistoria vid Lunds universitet höstterminen 1952–1954 och disputerade i maj 1955, varefter han blev docent i konsthistoria vid Lunds universitet. Steneberg blev professor i nordisk och jämförande konsthistoria vid Stockholms universitet år 1957.
Steneberg forskade om vasarenässansens och stormaktstidens konst- och kulturhistoria, med tyngdpunkt på porträttkonst. Utöver konstverk, omfattade forskningen bland annat vapen och regalier tillhörande Livrustkammaren. Hans främsta verk är Vasarenässansens porträttkonst (1935) och Kristinatidens måleri (1955). Hans doktorsavhandling om Kristinatidens måleri fick stor uppmärksamhet.
Steneberg var 1943–1949 gift med Viveka Katarina Margareta Ankarcrona (född 1914, död 1992).